# Тлалнепантла де Бас
Тлалнепантла де Бас (на испански: Tlalnepantla de Baz) е град и община в щата Мексико. Тлалнепантла де Бас е с население от 664 225 жители (по данни от 2010 г.) и площ от 83,48 км2. Разположен е на 2250 м н.в. северно от Мексико Сити в североизточната част на щата. Получава статут на град през 1948 г. Името на града е произхожда от езика науатл и означава „средна земя“.